# 972

## Догађаји
- Пролеће – Цар Јован I Цимискије дели бугарске територије, које је до тада држала Кијевска Русија, на шест нових тема. Он усмерава своју пажњу на Исток против Абасидског калифата и његових вазала, почевши од инвазије на Горњу Месопотамију. Јован преноси византијске трупе у Македонију, и област Филипопоља у Тракију, да ангажују Србе.
- Цар Јован I Цимискије уклања разне бугарске бојаре из њихових домова, и насељава их у Цариград и Анадолију (савремена Турска), где им се дају високе титуле и земље.
- Цар Јован I Цимискије даје повељу за Монашку Републику Свету Гору Атон, у Грчкој.
- Војска Великог кнеза Свјатослава I упада у заседу. Печенези (вероватно у служби Византинаца) и убијају га приликом покушаја да пређе Дњепарске брзаке (савремена Украјина). Свјатослава наслеђује његов најстарији син Јарополк I као владар Кијевске Русије, што доводи до грађанског рата са његовим братом Олегом.
- 14. април – Отон II (Црвени), заједнички владар и син Отона I (Великог), оженио се византијском принцезом Теофану (нећакињом или унуком Јована I). Њу је папа Јован XIII у Риму крунисао за царицу. Стварање савеза између Отонске династије и Византијског царства.
- 24. јун – Битка код Цединије: Пољани под кнезом Мјешком I побеђују немачке снаге саксонског грофа Ода I у њиховом упоришту у Цединији (уз помоћ скривених појачања). Битка – једна од првих у пољској историји – јача Мјешкову власт над Западном Померанијом.
- Булугин ибн Зири је постављен за вицекраља у Ифрикији (савремени Тунис) и постаје први владар (емир) династије Зирид.
- 6. септембар – Папа Јован XIII умире у Риму након шестогодишње владавине. Наследио га је папа Бенедикт VI као 134. папа Католичке цркве.

## Рођења
- 27. март — Робер II Побожни, француски краљ (†1031)

### Децембар
- Википедија:Непознат датум — Хенрик II Свети, немачки краљ и цар Светог римског царства (†1024)